# Jerri Sloan Truhill

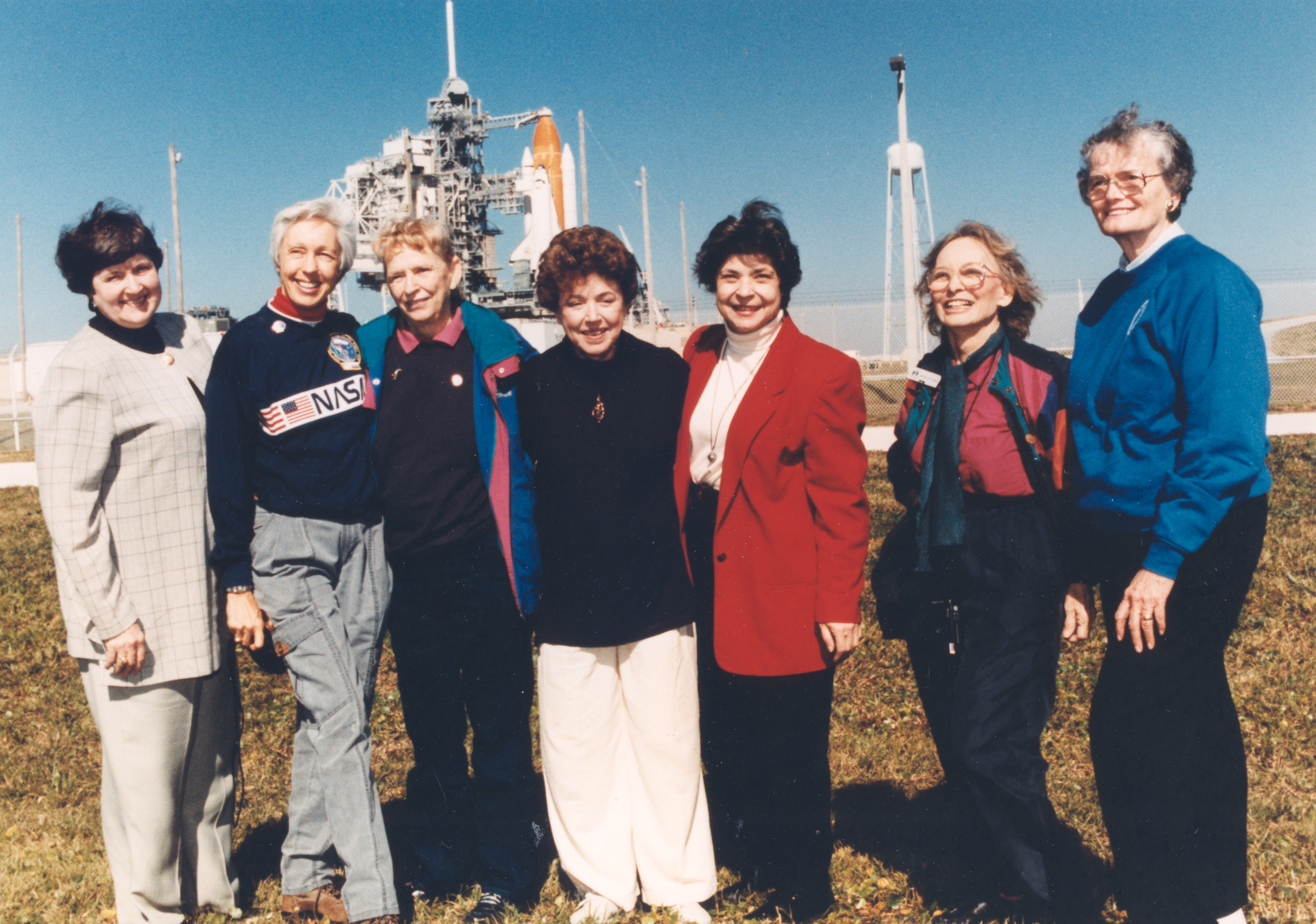
En visite au centre spatial en tant qu'invités du pilote STS-63, Eileen Collins sont (de gauche à droite) Gene Nora Jessen ; Wally Funk ; Jerrie Cobb ; Jerri Truhill; Sarah Ratley ; Myrtle Cagle et Bernice Steadman.

Geraldine (« Jerri ») Hamilton Sloan Truhill, née le 12 novembre 1929 et morte le 18 novembre 2013, est une aviatrice américaine. Elle faisait partie de Mercury 13, le groupe de femmes qui ont subi les mêmes tests physiologiques que les hommes de Mercury Seven au cours de la même période. Elle a été vice-présidente d'Air Freighters International et d'Air Services, Inc.

## Jeunesse
Truhill a d'abord été exposée à l'aviation à un jeune âge, mais en raison des opinions restrictives sur les femmes pilotes à l'époque, elle a souvent été découragée de poursuivre la carrière. À 15 ans, elle commence à prendre des cours de pilotage à l'insu de ses parents. Après que cela a été découvert, elle a été envoyée dans une école catholique à San Antonio, au Texas.

## Carrière aéronautique et Mercury 13
Truhill a passé une grande partie de son temps à Dallas, au Texas, où elle a commencé un partenariat avec Joe Truhill, qu'elle a finalement épousé. Elle et Joe ont piloté des North American B-25 sous Texas Instruments, Incorporated. Grâce à cela, elle a contribué au développement du radar de suivi de terrain (TFR) et des bombes intelligentes. Truhill a également participé à de nombreuses courses aériennes.
En 1961, elle a reçu un appel d'une amie, Jerrie Cobb, lui demandant son intérêt pour un projet gouvernemental secret, qui s'avéra être le programme Women in Space dirigé par le Dr William Randolph Lovelace, qui dirigeait un centre d'essais d'astronautes pour la NASA à Albuquerque, au Nouveau-Mexique. Grâce au Dr Lovelace, les femmes ont subi les mêmes tests de l'ère Mercury que les hommes.
Après l'arrêt du programme, les Truhills ont acheté et piloté un P-51 Mustang, au cours duquel elle a également modélisé une combinaison de vol en lycra rose pour Monsanto. Elle a acheté une maison à Richardson, où elle a vécu jusqu'à sa mort.

## She Should Have Gone to the Moon
Truhill est le sujet du documentaire de 2008 She Should Have Gone to the Moon (Elle aurait dû aller sur la Lune), basé sur une série de longues conversations entre Truhill et le réalisateur Ulrike Kubatta, dans lequel elle raconte l'histoire du programme Mercury 13 dans ses propres mots et de son propre point de vue. Les entretiens sont augmentés, appuyés et illustrés par des images d'archives et des séquences de reconstitution stylisées. Truhill raconte les détails de sa formation et celle d'autres femmes stagiaires, réfléchit sur les réalisations des femmes pilotes et astronautes américaines (en ignorant notamment les femmes soviétiques telles que Valentina Terechkova), et sur son histoire personnelle, y compris son travail avant Mercury 13 avec des vols essayant de nouveaux équipements pour Texas Instruments jusqu'à et pendant l'incident de la baie des Cochons, et sa confrontation personnelle avec Lyndon Johnson lors d'une collecte de fonds pour contester l'arrêt du programme Women in Space.